# Либеракос Уно, Гранха (Отумба)
Либеракос Уно, Гранха (шп. Liberacos Uno, Granja) насеље је у Мексику у савезној држави Мексико у општини Отумба. Насеље се налази на надморској висини од 2404 м.

## Становништво
Према подацима из 2010. године у насељу су живела 4 становника.

### Хронологија
| Година       | 2000         | 2005        | 2010 |
| ------------ | ------------ | ----------- | ---- |
| Становништво | 27 (13 / 14) | 15 (5 / 10) | 4    |

### Попис
| # | Индикатор                     | Вредност |
| - | ----------------------------- | -------- |
| 1 | Укупно домаћинстава           | 3        |
| 2 | Укупно насељених домаћинстава | 1        |
| 3 | Величина локације             | 1        |